# ルヴァン (クラッカー)

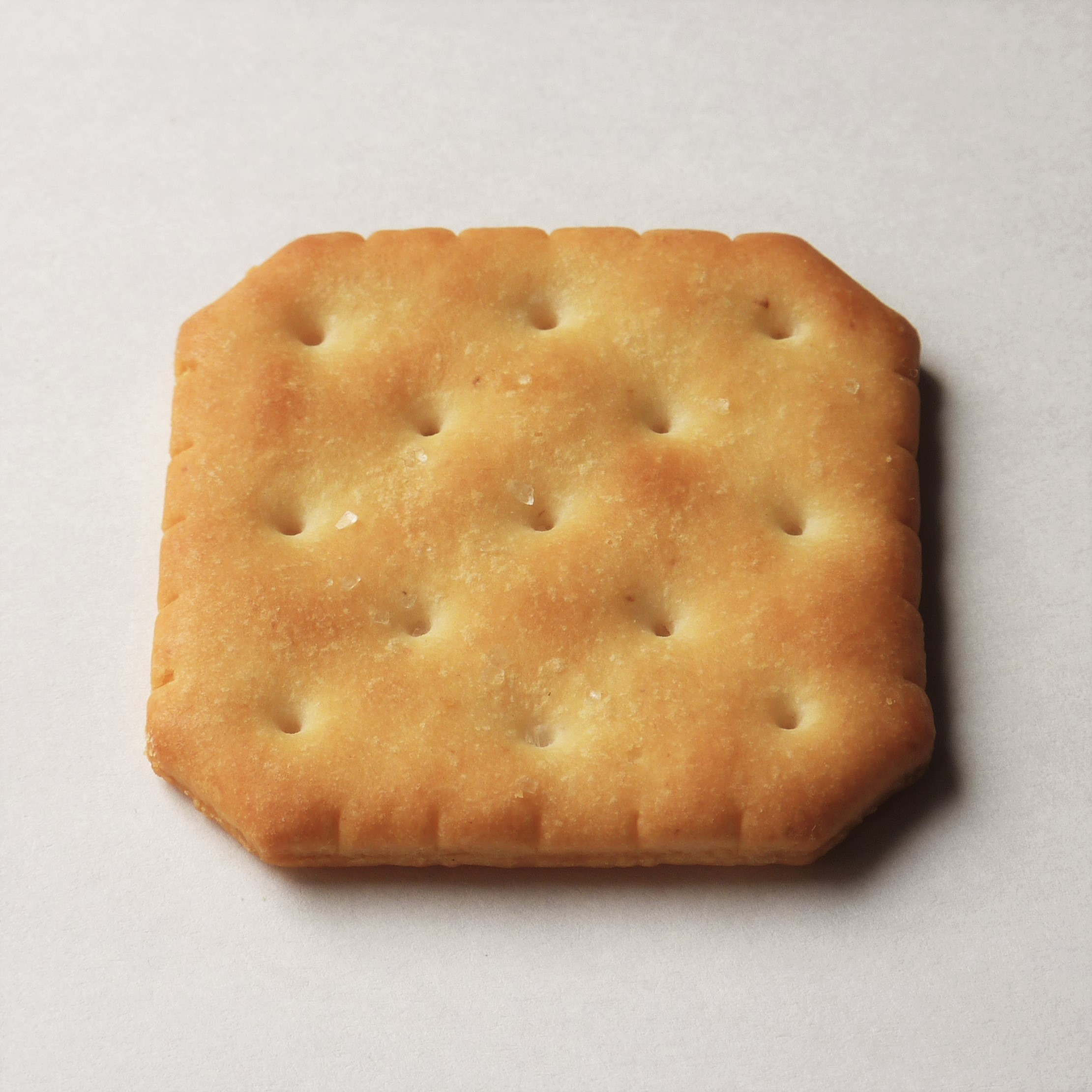
ルヴァン（オリジナル）
※現在終売済み

ルヴァン (Levain) は、ヤマザキビスケット（旧：ヤマザキナビスコ）が製造販売するクラッカー商品のブランド。
「ルヴァン」とは、フランス語で「発酵種」の意味であり、山崎製パンの「ルヴァンバターロール」等の商品にも使用されている。

## 発売の経緯
ヤマザキナビスコはかつてモンデリーズ社（旧：ナビスコ）とのライセンス契約を結び、「リッツ」「プレミアム」などを中心としたナビスコブランドの日本国内向け商品の製造・販売を手がけていた。しかし、2016年8月31日付けで契約が完了すると、モンデリーズは同年9月1日以降に自社工場での生産と自社での販売を行うことを発表する。そして、ヤマザキナビスコは契約更新を行わず、商号を「ヤマザキビスケット」と変更したうえで当商品を発売した。
ルヴァンはヤマザキナビスコ時代にリッツを製造していた茨城県古河市の工場で製造しており、モンデリーズ版リッツはインドネシアでの製造に移行した。初代CMキャラクターには、ヤマザキナビスコ版リッツを担当した女優の沢口靖子が起用された。
クラッカー形はリッツが丸なのに対し、ルヴァンは正方形から角を削った八角形（レモンパックと同型）である。これは契約終了に伴うリッツなどの類似製品の製造販売に制限があるためで、制限が解除される2017年12月1日より丸型の「ルヴァンプライムスナック」が発売。ルヴァンクラシカルも「プレミアム」のようなシート型のソーダクラッカーに変更された。
2022年3月7日に初のフルモデルチェンジを実施し、「ルヴァン（オリジナル）」の後継商品となる「ルヴァン 全粒粉クラッカー」を発売開始。これと同時に「ルヴァンプライムスナック」が「ルヴァンプライムクラッカー」に、「ルヴァンクラシカル」が「ルヴァンクラシカルクラッカー」にそれぞれ改称した。

## 商品ラインナップ
現行商品
- ルヴァン全粒粉クラッカー - ルヴァンの後継商品（箱色は青）
- ルヴァンプライムクラッカー - ルヴァン プライムスナックの後継商品（箱色は赤）
- ルヴァンクラシカルクラッカー - ルヴァン クラシカルの後継商品（箱色は水色）
- ルヴァンプライムチーズサンド - リッツ チーズサンドの後継商品。ルヴァンプライムにチーズクリームを挟んだもの。当初の商品名はルヴァンチーズサンドだった。こちらはYBCスタンドパックシリーズ、ミニシリーズ、ハンディパックとして展開される。また、ハンディパックにはカマンベール＆ペッパー味と燻製チーズ味などの各種フレーバーも発売されている。

過去の商品
- ルヴァン（オリジナル） - リッツの後継商品（箱色は青）
- ルヴァンクラシカル - プレミアムの後継商品（箱色は水色）
- ルヴァンクラシカル ノントッピングソルト - 箱色は黄緑
- ルヴァンプライムスナック - 箱色は赤
- ルヴァン カスタードサンド - リッツ カスタードサンドの後継商品。ルヴァンにカスタードクリームを挟んだもの。こちらはYBCスタンドパックシリーズとして展開された。

## CM出演者
- 沢口靖子（2016年 - 2022年）
- Hey! Say! JUMP（2022年 - ）